# Otto Sackur
Otto Sackur (Breslávia, 28 de setembro de 1880 — Berlim, 17 de dezembro de 1914) foi um físico e químico alemão.
É conhecido pelo desenvolvimento da equação de Sackur-Tetrode, também obtida independentemente por Hugo Tetrode. Sackur estudou na Universidade de Wrocław, onde se doutourou em 1901, orientado por Richard Abegg. Trabalhou em Londres antes de afiliar-se ao Instituto Fritz Haber em Berlim. Faleceu em uma explosão, após uma mistura química de dois componentes.

## Obras
- Lehrbuch der Thermochemie und Thermodynamik, 1912, 2ª edição (editado por Clara von Simson) Springer 1928
- Die chemische Affinität und ihre Messung, Vieweg 1908
- com Richard Abegg Physikalisch-Chemische Rechenaufgaben, Coleção Göschen 1914